# Instabile Rissausbreitung
Die instabile Rissausbreitung erfolgt unter Energiefreisetzung und kann nach dem vorherigen stabilen Risswachstum auftreten. Die instabile Rissausbreitung verläuft mit hoher Geschwindigkeit und hat als Resultat im Allgemeinen den makroskopischen Sprödbruch.
Der Beginn der instabilen Rissausbreitung bei Erreichen eines kritischen Wertes des Spannungsintensitätsfaktors ist als Bruchkriterium der linear-elastischen Bruchmechanik definiert.